# دودانگه بزرگ
 دودانگه بزرگ، روستایی از توابع بخش مرکزی شهرستان بهبهان در استان خوزستان ایران است. 

## جمعیت
این روستا در دهستان دودانگه قرار دارد و براساس سرشماری مرکز آمار ایران در سال ۱۳۸۵، جمعیت آن ۱٬۳۰۸ نفر (۲۷۴خانوار) بوده‌است.